# Carl Gustaf Ahlström
Carl Gustaf Ahlström, född 12 juli 1905 i Göteborg, död 28 september 1990 i Lund, var en svensk patolog. Han var son till Gustaf Ahlström och bror till Gunnar Ahlström.

## Biografi
Ahlström tog en med.lic-examen 1932 och disputerade 1936 vid Lunds universitet.
Han var 1933–1944 biträdande läkare och blev 1944 professor i patologi vid Lunds universitet samt ledamot av Vetenskapsakademien 1967.
Förutom doktorsavhandlingen Zur Pathonogenese der akuten diffusen Glomerulonephritis (1936) publicerade Ahlström ett 40-tal vetenskapliga skrifter, huvudsakligen rörande svulsternas anatomi och patologi. Han är begravd på Norra kyrkogården i Lund.